# 배재희
배재희(1983년 6월 13일~)는 대한민국의 골프 선수이다.